# Burlington (Contea di Calhoun, Michigan)
Burlington è un villaggio degli Stati Uniti d'America, situato nello Stato del Michigan, nella contea di Calhoun.